# 柴爾斯 (佛羅里達州)
柴爾斯（英語：Chaires）是位於美國佛羅里達州萊昂縣的一個非建制地區。該地的面積和人口皆未知。

## 地理
柴爾斯的座標為30°28′10″N 84°07′03″W / 30.46944°N 84.11750°W，而該地的平均海拔高度為72米（即237英尺）。